# Нина Кенеди
Нина Кенеди (енгл. Nina Kennedy; 5. април 1997.) је аустралијска атлетичарка која држи национални рекорд у скоку с мотком са висином од 4.91 метар. Освојила је златну медаљу на Олимпијским играма 2024., Светском првенству 2023. и на Играма Комонвелта 2022.

## Рана каријера
Кенеди је рођен у Баселтону, око 220 километара јужно од Перта. Њена породица се преселила у Перт где је Нина завршила основну и средњу школу. Када је имала 11 година Кенеди је почела да се бави атлетиком и већ после годину дана је тренер у скоку с мотком приметио њен таленат за ову дисциплину. Већ 2012. Кенеди је била друга на сениорском првенству Аустралије са личним рекордом од 4,10 м. Годину дана касније поставила је најбољи резултат од 4,31 м и заузела пето место на Светском првенству за млађе јуниоре (узраст до 18 година). На Светском јуниорском првенству 2014. прескочила је лични рекорд од 4,40 м и завршила као четврта.

## Сениорска каријера
На Олимпијским играма у Токију 2020. Кенеди је скакала повређена. Са прескочених 4,40 метара заузела је 12. место у својој квалификационој групи и није прошла у финале. Кенеди је скочила аустралијски рекорд 4,82 м на такмичењу у Сиднеју 2021.
На Светском првенству 2022. Кенеди је освојила бронзу са прескочених 4,80 метара. Следећег месеца, на Играма Комонвелта 2022, Кенеди је освојила злато са прескочених 4,60 метара.
На Светском првенству 2023. Кенеди је прескочила 4,90 метара, са истим бројем покушаја као и Кејти Мун, па су обе добиле по златну медаљу.
На Олимпијским играма у Паризу 2024. Кенеди је прескочила 4,90 м и освојила златну медаљу.

## Међународна такмичења
| Година                    | Такмичење                          | Место                           | Позиција                  | Дисциплина                | Резултат                  | Белешка                   |
| Представљајући Аустралију | Представљајући Аустралију          | Представљајући Аустралију       | Представљајући Аустралију | Представљајући Аустралију | Представљајући Аустралију | Представљајући Аустралију |
| ------------------------- | ---------------------------------- | ------------------------------- | ------------------------- | ------------------------- | ------------------------- | ------------------------- |
| 2013                      | Светско првенство за млађе јуниоре | Доњецк, Украјина                | 5.                        | Скок мотком               | 4.05 м                    |                           |
| 2014                      | Светско првенство за јуниоре       | Јуџин, САД                      | 4.                        | Скок мотком               | 4.40 м                    |                           |
| 2015                      | Светско првенство                  | Пекинг, Кина                    | –                         | Скок мотком               | Без пласмана              |                           |
| 2016                      | Светско првенство за јуниоре       | Бидгошч, Пољска                 | –                         | Скок мотком               | Без пласмана              |                           |
| 2018                      | Светско првенство у дворани        | Бирмингем, Уједињено Краљевство | 8.                        | Скок мотком               | 4.60 м                    |                           |
| 2018                      | Игре Комонвелта                    | Гоулд Коуст, Аустралија         | 3.                        | Скок мотком               | 4.60 м                    |                           |
| 2021                      | Олимпијске игре                    | Токио, Јапан                    | 22.                       | Скок мотком               | 4.40 м                    |                           |
| 2022                      | Светско првенство                  | Јуџин, САД                      | 3.                        | Скок мотком               | 4.80 м                    |                           |
| 2022                      | Игре Комонвелта                    | Бирмингем, Уједињено Краљевство | 1.                        | Скок мотком               | 4.60 м                    |                           |
| 2023                      | Светско првенство                  | Будимпешта, Мађарска            | 1.                        | Скок мотком               | 4.90 м                    |                           |
| 2024                      | Олимпијске игре                    | Париз, Француска                | 1.                        | Скок мотком               | 4.90 м                    |                           |